# Tolpoortbrug
De Tolpoortbrug is een metalen ophaalbrug over de Leie in Deinze.

## Geschiedenis
Reeds in de 14e eeuw lag er een brug tussen de markt van Deinze en de Tolpoortstraat, een deel van de vroegere heerbaan tussen Brugge en Oudenaarde. De Tolpoortstraat en de gelijknamige brug zijn genoemd naar de in 1860 verdwenen tolpoort aan de stadsgracht. In de Tweede Wereldoorlog werd de brug vernield
De huidige brug werd in 1948 gebouwd, is 29,4 m lang en bestaat uit drie overspanningen: twee zij-overspanningen van 10,2 m elk en een beweegbare middenoverspanning van 9 m. De breedte bedraagt 10,3 m. De doorvaarthoogte is 2,70 m.

## Galerij

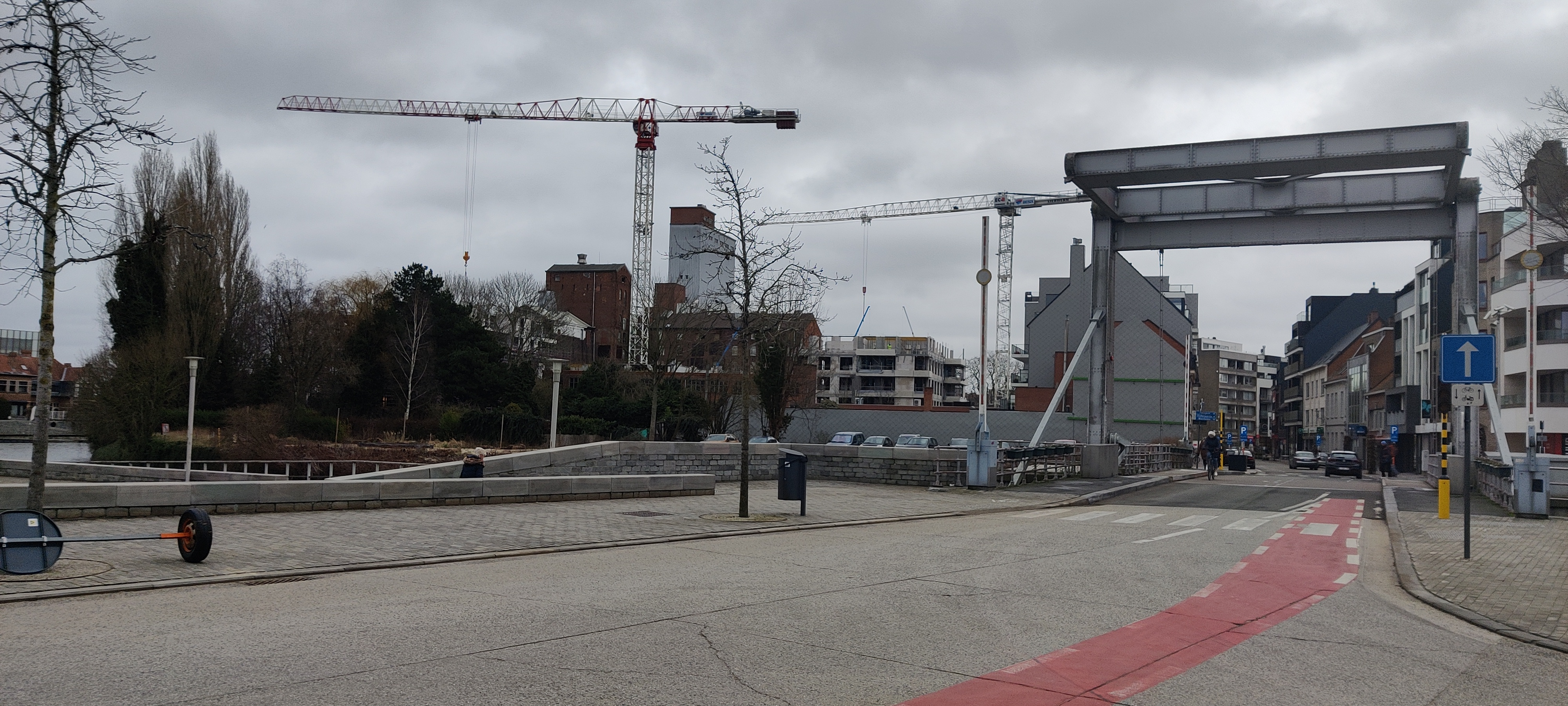
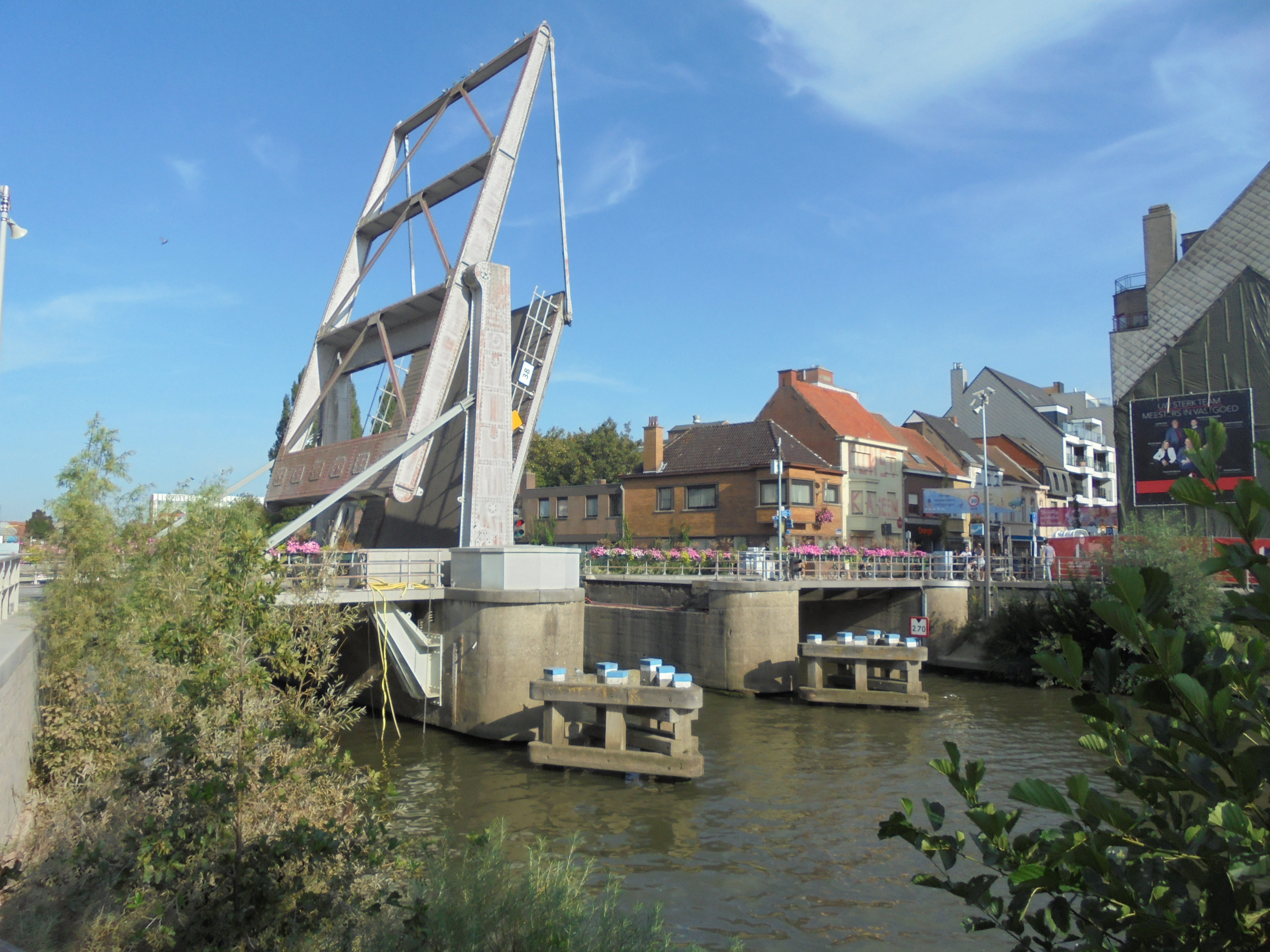
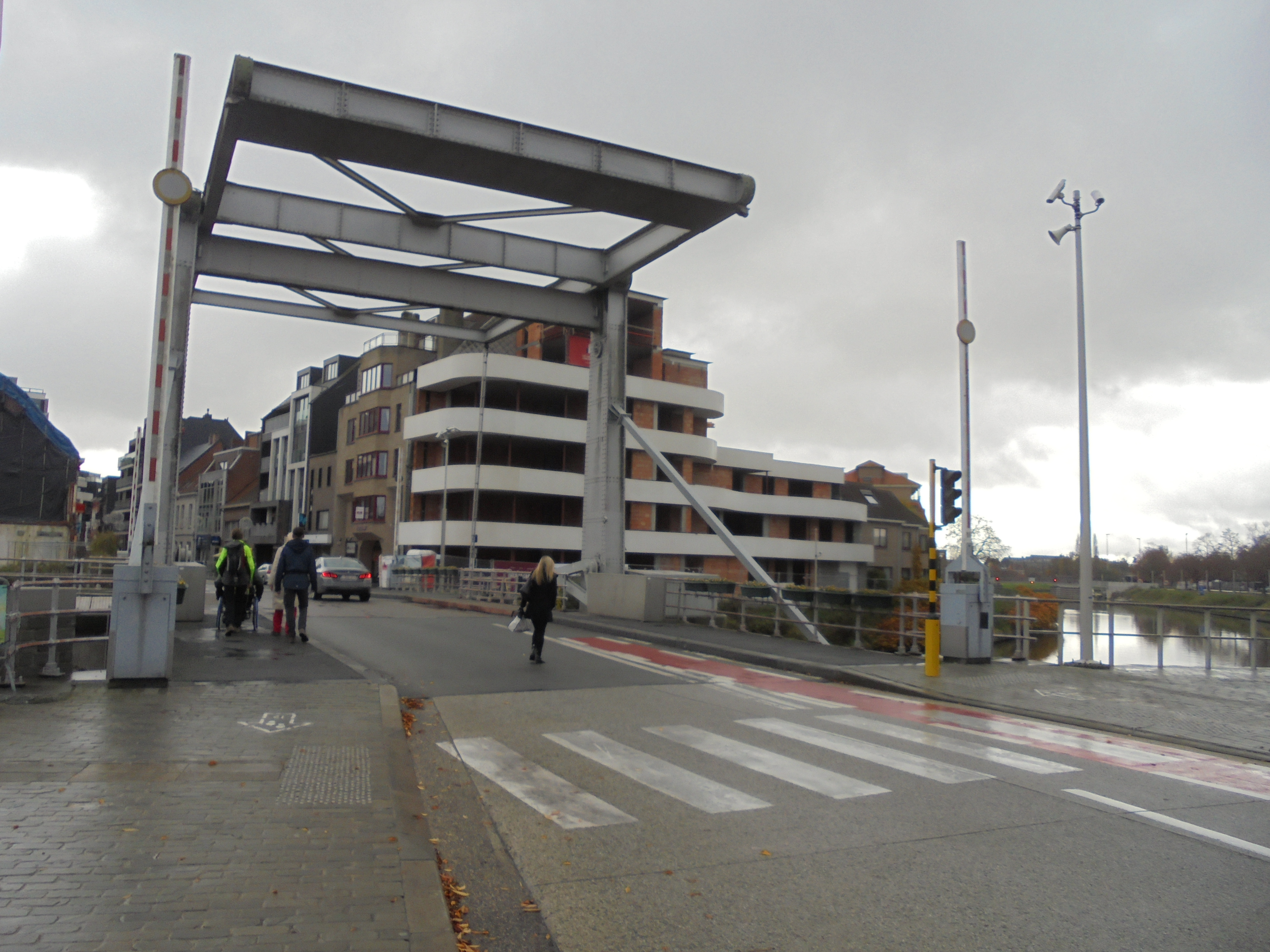
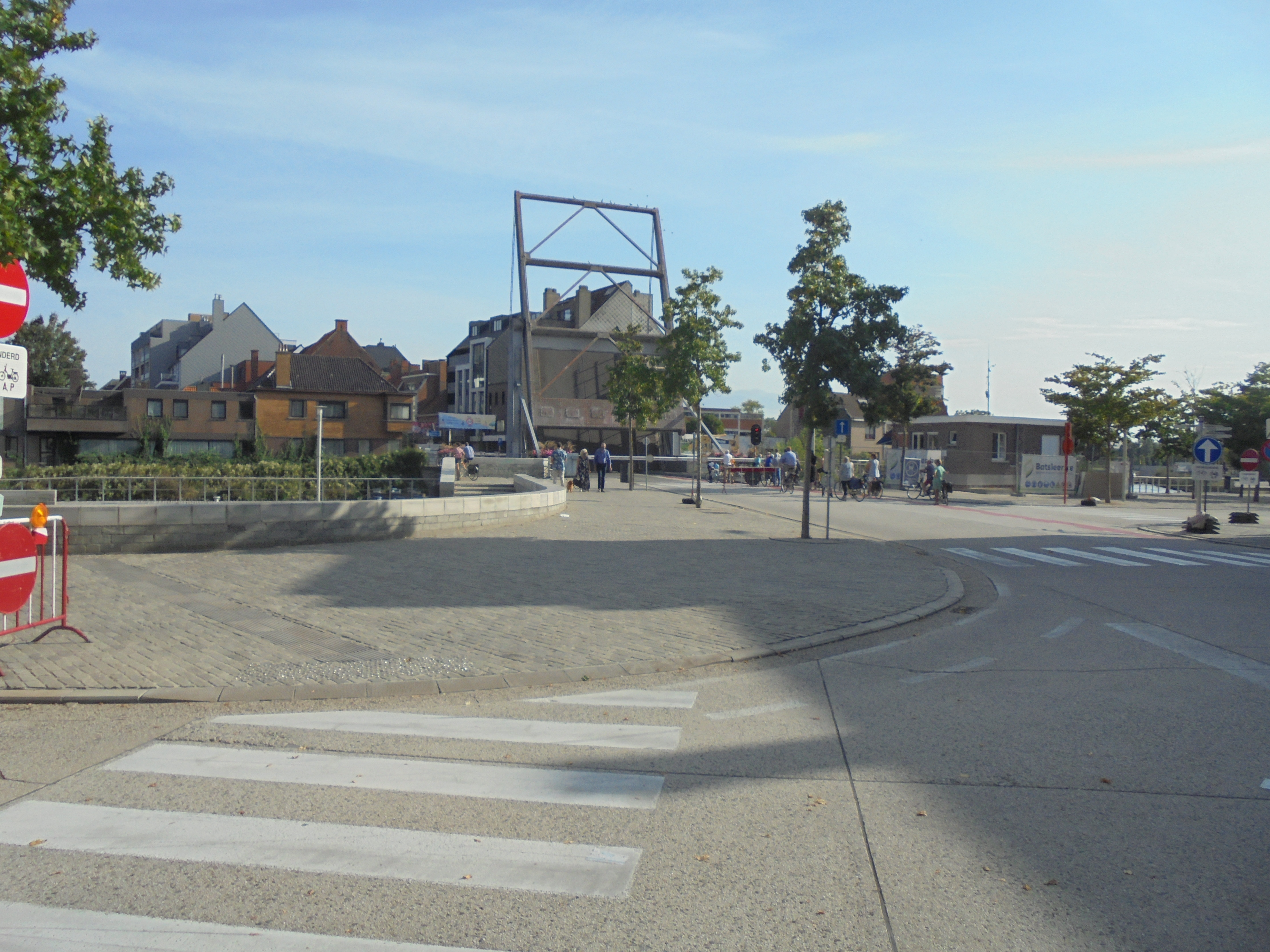